# Eyvān Darreh
Eyvān Darreh (persiska: ایواندر, Eyvāndar, ایوان دره, ایوان در) är en ort i Iran.   Den ligger i provinsen Lorestan, i den västra delen av landet, 400 km sydväst om huvudstaden Teheran. Eyvān Darreh ligger 1 567 meter över havet och antalet invånare är 102.
Terrängen runt Eyvān Darreh är kuperad västerut, men österut är den bergig. Runt Eyvān Darreh är det ganska tätbefolkat, med 72 invånare per kvadratkilometer. Närmaste större samhälle är Aleshtar, 17,0 km norr om Eyvān Darreh. Omgivningarna runt Eyvān Darreh är i huvudsak ett öppet busklandskap.